# Unimate

Bosquejo de un robot Unimate

Unimate fue el primer robot industrial, se instaló en una cadena de montaje de General Motors en la Inland Fisher Guide Plant en Ewing (Nueva Jersey), en el año 1961.
Fue creado por George Devol en los años 1953 usando una patente original de su propiedad. Devol, junto a Joseph Engelberger, fundaron la primera empresa fabricante de robots, Unimation.
La máquina realizaba el trabajo de transportar las piezas fundidas en molde hasta la cadena de montaje y soldar estas partes sobre el chasis del vehículo, una peligrosa tarea para los trabajadores, quienes podían exponerse a inhalar los gases de combustión de la soladuras o a perder un miembro si no llevaban precaución.
El Unimate original constaba de una gran caja computarizada, unida a otra caja que se conectaba a un brazo articulado, con un programa de tareas almacenado en una memoria de tambor.
Las versiones modernas alcanzan los seis grados de libertad y están diseñadas para el manejo, a altas velocidades, de las distintas partes del coche, pudiéndose programar para otras tareas.
El Unimate también apareció en The Tonight Show auspiciado por Johnny Carson en el que se golpeó una pelota de golf en una taza, vertió una cerveza, agitó la batuta del director de orquesta, agarró un acordeón y lo ejecutó alrededor.
En 2003 el Unimate fue admitido en el Robot Hall of Fame.